# Original Sin: The Story of Goddamnit
Original Sin: The Story of Goddamnit es un documental grabado en 2007 sobre Goddamnit, primer álbum de estudio de la banda de Chicago de Punk Pop, Alkaline Trio.
En el documental, posiblemente el más personal que ha hecho la banda, se narran los sucesos que llevaron a los tres miembros originales del grupo: Matt Skiba, Dan Andriano y Glenn Porter, a grabar su primer disco.
Aunque este DVD se grabó años después de que Porter (batería original) se separara del grupo, también se prestó a hablar sobre el tema y sobre las razones por las que se fue del grupo.
- Datos: Q6052921